# パコ・ロカ
パコ・ロカ（Paco Roca、1969年 - ）は、代表作である『皺』の作者で知られるスペインの漫画家である。

## 経歴
1969年、スペイン・バレンシアの中流家庭に生まれる。子供の頃から漫画に慣れ親しんでおり、ベルギーのタンタンの冒険、フランスのアステリックスといった海外漫画を読んでいた。特にアメリカの漫画家フランク・ミラーの作品『バットマン：ダークナイト・リターンズ』に衝撃を受けており、これが彼を絵の道に進ませるきっかけとなる。地元の美術商業学校でグラフィックデザインを学び、1989年に卒業。当初はイラストレーターとして広告のイラストレーションを手掛ける仕事をしていたが、1990年代になると、イラストレーターの仕事では生活していけないと悟り漫画家へと転身。1994年、成人向け漫画雑誌『キス・コミックス』(Kiss Comix)にて表紙絵と短編作品をいくつか発表する。
2004年にスペイン内戦をテーマにした『灯台』、次いで2007年に認知症をテーマにした『皺』を発表する。『皺』についてはスペインで出版してもらえるところが見つからなかったため、最初はフランスで出版されることになったが、これが話題となり、ヨーロッパ中に人気が拡大。翌2008年には、同作品がスペインの国民漫画賞を受賞し、一躍人気漫画家の仲間入りを果たした。
2011年にはスペイン本国で『皺』がアニメーション映画化。同年『漫画家の冬』がバルセロナ国際漫画祭の最優秀原作賞を受賞し、2012年には『皺』が第15回文化庁メディア芸術祭マンガ部門において優秀賞を受賞した。

## 作品
- ゴグ（GOG、2000年）
- 陰鬱なゲーム（El Juego Lúgubre、2001年）
- アレクサンドル・イカロの冒険 アルハンブラの息子（Les Voyages de Alexandre Ícare - Les Fils de l'Alhambra、2003年）
- 灯台（El Faro、2004年）
- しわ（Arrugas、仏題：Rides、2007年）
- 砂の通り（Las Calles de Arena、仏題：La Rue de Sable、2009年）
- エモーショナル・ワールド・ツアー（Emotional World Tour、ミゲル・ガヤルドとの共作、2009年）
- 小径（Senderos、2009年）
- 退却の天使（El Ángel de la Retirada、2010年）
- 漫画家の冬（El Invierno del Dibujante、2010年）
- 寝間着男の回想録（Memorias de un Hombre en Pijama、2011年）
- 可能性の溝（Los Surcos del Azar、2013年）
- 寝間着男の冒険（Andanzas de un Hombre en Pijama、2014年）
- ヌエヴェ ― パリを解放したスペインの共産主義者たち（La Nueve: Les Républicains Espagnols qui ont Libéré Paris、2014年）

## 日本での出版
- 『皺』(小野耕世・高木菜々訳、小学館集英社プロダクション、2011年7月)
- 『家』(小野耕世・高木菜々訳、小学館集英社プロダクション 2018年）